# Гораціо Каро
Гораціо Каро (5 липня 1862 — 15 грудня 1920) — англійський шахіст.

## Життєпис
Народився на північному сході Англії, в м. Ньюкасл-апон-Тайн, але більшість своєї шахової кар'єри провів в Берліні, Німеччина, куди переїхав у дворічному віці.
Відомий в основному завдяки використанню та аналізу дебюту Каро-Канн, перемозі в 1890 році за 14 ходів майбутнього чемпіона світу Емануїла Ласкера, та участі у Англо-Американському кабельному шаховому турнірі 1898 року.
На початку першої світової війни повернувся до Лондона, де у віці 58 років помер у робітничому будинку який розташовувався у районі Вайтчепел.